# Ricardo Yano
Ricardo Yano (Goiânia, 7 de novembro de 1964) é um político, engenheiro e agropecuarista brasileiro.
Já foi vereador pela cidade de Goiânia e, por duas vezes, deputado estadual de Goiás. Também foi presidente da SGPA, da Associação Goiana da Nelore e da Associação Goiana de Criadores de Zebu.[carece de fontes?]

## Biografia

### Formação
Ricardo Yano é formado em Engenharia Civil pela Universidade Federal de Goiás.[carece de fontes?]

### Atuação
Dentre as suas participações políticas, já foi vereador da Câmara Municipal de Goiânia (1993-1995), chegando a ocupar o cargo de Vice-Presidente da Casa em 1993-1995. Foi deputado estadual de 1995 a 1999 pelo PSD.
Na gestão do Governador Maguito Vilela (1995 a 1998) foi secretário de Estado do Desporto e Lazer, atuando para a realização do I Jogos dos Povos Indígenas em Goiânia. Foi eleito Deputado Estadual (PSD) por dois mandatos: pela primeira vez entre 1995 a 1999 pelo PSD e depois de 1999 a 2003 pelo PSL
Presidente Associação Goiana da Nelore (AGN) durante o período de 2003 a 2006. Foi presidente Associação Goiana dos Criadores de Zebu de 2007 a 2011. Em 2011, foi Presidente da Sociedade Goiana de Agropecuária (SGPA), sendo reeleito em 2012 e ocupando o cargo até 2014.
Desde 2013 é filiado ao Partido Progressista, tendo ocupado o cargo de presidente do diretório metropolitano de Goiânia no mesmo ano. Desde 2018 ocupa o cargo de Conselheiro no Núcleo de Criadores de Cavalos Manga Larga.
Foi vice Presidente Associação dos criadores de cavalos manga larga (2015 a 2018). Chefe de Gabinete do Estado na gestão do governador Zé Eliton em 2018 Foi diretor da Sociedade Esportiva Ajax, onde já atuou como jogador de basquete.[carece de fontes?]